# قرة غوني
قرة غوني هي قرية في مقاطعة هريس، إيران. عدد سكان هذه القرية هو 28 في سنة 2006.